# 我的嗝嗝老師
《我的嗝嗝老師》是一部2018年上映的印度印地语喜剧电影，由 Siddharth P. Malhotra共同编剧和导演，由阿迪提亞·喬普拉和Maneesh Sharma在雅什－拉吉影片公司旗下制作。電影改编自美国励志演说家Brad Cohen的自传《Front of the Class》，由拉尼·穆科吉主演，饰演拉娜，為一位有抱负的老师，由于她的妥瑞症而被许多学校拒绝，直到她被其母校圣诺克大学录取。她被指派在9F班教授鄰近贫民窟的学生，该班由印度政府设立，以填补弱势群体的配额。
導演Malhotra很难找到一家工作室来资助這部電影，因为人们认为该片缺乏票房潜力。監製乔普拉和Sharma后来坚持以Malhotra为导演制作《我的嗝嗝老師》。主體摄影由Avinash Arun负责，于2017年4月至6月在孟买进行，Meenal Agarwal担任艺术总监，Vaibhavi Merchant提供编舞。这部电影由Shweta Venkat Matthew剪辑。Jasleen Royal和Hitesh Sonik分别创作了配乐和背景音乐。
此部電影于2018年3月23日上映。制作成本20,000万卢比 (3.11 百萬) ，总票房21.5亿卢比 (3,338.95万美元) ，大部分收入来自中国，取得了商业上的成功。電影收到褒贬不一的评价，主要赞扬拉妮·穆科吉的表演，但批评情节的可预测性。她获得了印度電影觀眾獎 、国际印度电影学院奖、印度明星電影獎（Screen Awards）和Zee電影奖的最佳女演员提名，并在墨尔本印度电影节上获得了同类奖项，并在該處放映。这部电影还在印度國際影展、上海国际电影节和Giffoni Film Festival上放映。